# La Liga 1950–51
Thống kê của La Liga ở mùa giải 1950-51.
La Liga 1950–51 bao gồm các câu lạc bộ sau:
| - CD Alcoyano - Athletic Bilbao - Atlético Madrid - FC Barcelona - Celta Vigo - Deportivo La Coruña - RCD Espanyol - UE Lleida |  | - CD Málaga - Racing de Santander - Real Madrid C.F. - Real Murcia - Real Sociedad - Real Valladolid - Valencia CF - Sevilla FC |

## Bảng xếp hạng
| Vị trí | Câu lạc bộ          | Số trận | T  | H | Th | BT | BB  | Điểm | HS  |                                 |
| ------ | ------------------- | ------- | -- | - | -- | -- | --- | ---- | --- | ------------------------------- |
| 1      | Atlético Madrid     | 30      | 17 | 6 | 7  | 87 | 50  | 40   | 37  | Vô địch La Liga                 |
| 2      | Sevilla FC          | 30      | 17 | 4 | 9  | 79 | 46  | 38   | 33  |                                 |
| 3      | Valencia CF         | 30      | 17 | 3 | 10 | 64 | 48  | 37   | 16  |                                 |
| 4      | FC Barcelona        | 30      | 16 | 3 | 11 | 83 | 61  | 35   | 22  |                                 |
| 5      | Real Sociedad       | 30      | 15 | 5 | 10 | 77 | 56  | 35   | 21  |                                 |
| 6      | Real Valladolid     | 30      | 14 | 5 | 11 | 51 | 51  | 33   | 0   |                                 |
| 7      | Athletic Bilbao     | 30      | 15 | 3 | 12 | 88 | 56  | 33   | 32  |                                 |
| 8      | Celta Vigo          | 30      | 15 | 3 | 12 | 62 | 56  | 33   | 6   |                                 |
| 9      | Real Madrid C.F.    | 30      | 13 | 5 | 12 | 80 | 71  | 31   | 9   |                                 |
| 10     | Racing de Santander | 30      | 12 | 6 | 12 | 49 | 60  | 30   | -11 |                                 |
| 11     | Deportivo La Coruña | 30      | 13 | 4 | 13 | 64 | 47  | 30   | 17  |                                 |
| 12     | RCD Espanyol        | 30      | 13 | 4 | 13 | 82 | 72  | 30   | 10  |                                 |
| 13     | CD Málaga           | 30      | 12 | 5 | 13 | 55 | 52  | 29   | 3   | Xuống hạng tới Segunda División |
| 14     | Real Murcia         | 30      | 8  | 3 | 19 | 40 | 86  | 19   | -46 | Xuống hạng tới Segunda División |
| 15     | CD Alcoyano         | 30      | 6  | 2 | 22 | 36 | 92  | 14   | -56 | Xuống hạng tới Segunda División |
| 16     | UE Lleida           | 30      | 6  | 1 | 23 | 41 | 134 | 13   | -93 | Xuống hạng tới Segunda División |